# Woolwich-Fußgängertunnel
Der Woolwich-Fußgängertunnel (engl. Woolwich foot tunnel) ist ein Tunnel unter dem Fluss Themse in London. Er verbindet North Woolwich im Stadtbezirk London Borough of Newham auf der Nordseite mit Woolwich im Stadtbezirk Royal Borough of Greenwich auf der Südseite. Der 504 Meter lange Tunnel bietet Fußgängern eine alternative Möglichkeit, auf die andere Seite des Flusses zu gelangen, wenn die Woolwich-Fähre nicht in Betrieb ist.
Erbaut wurde der Tunnel im Auftrag des London County Council, die Eröffnung erfolgte im Jahr 1912. Von der Bauweise her ähnelt er dem weiter flussaufwärts gelegenen Greenwich-Fußgängertunnel. Er verfügt über zwei Eingangsgebäude mit Kuppeln, von denen Aufzüge und Treppen hinunterführen, die Aufzüge sind abends und nachts nicht in Betrieb. Die Tunnelröhre ist mit weißen Fliesen verkleidet und verfügt über ein Schlitzkabel, das einen ungestörten Empfang für Mobiltelefone ermöglicht.

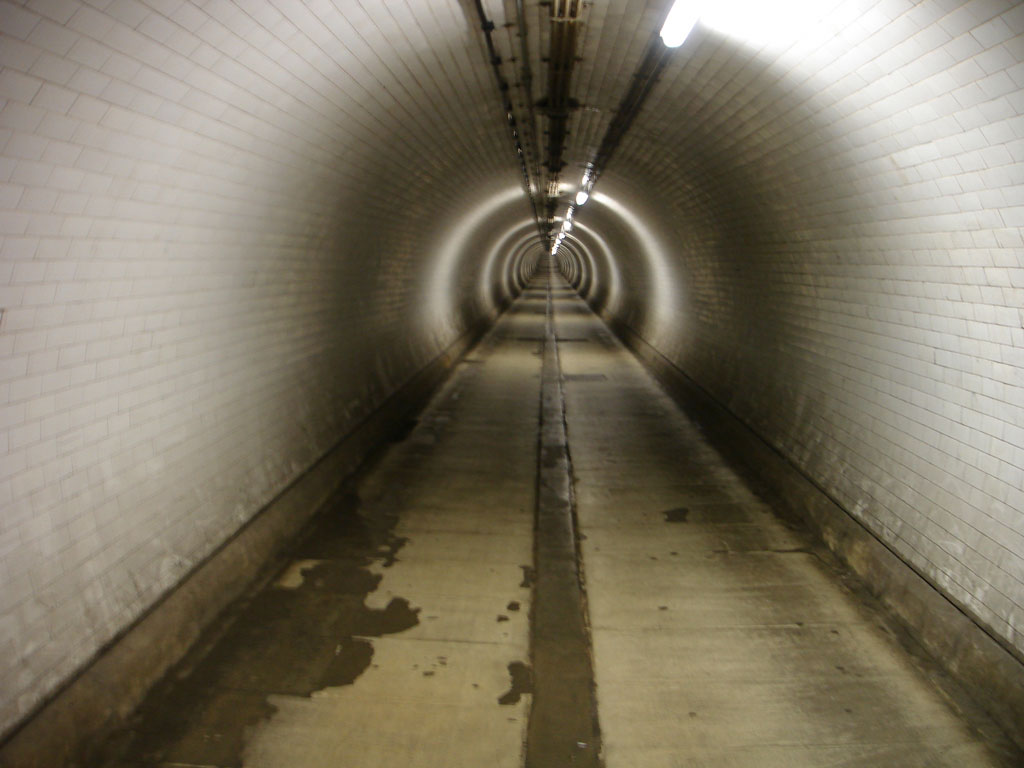
Tunnelröhre
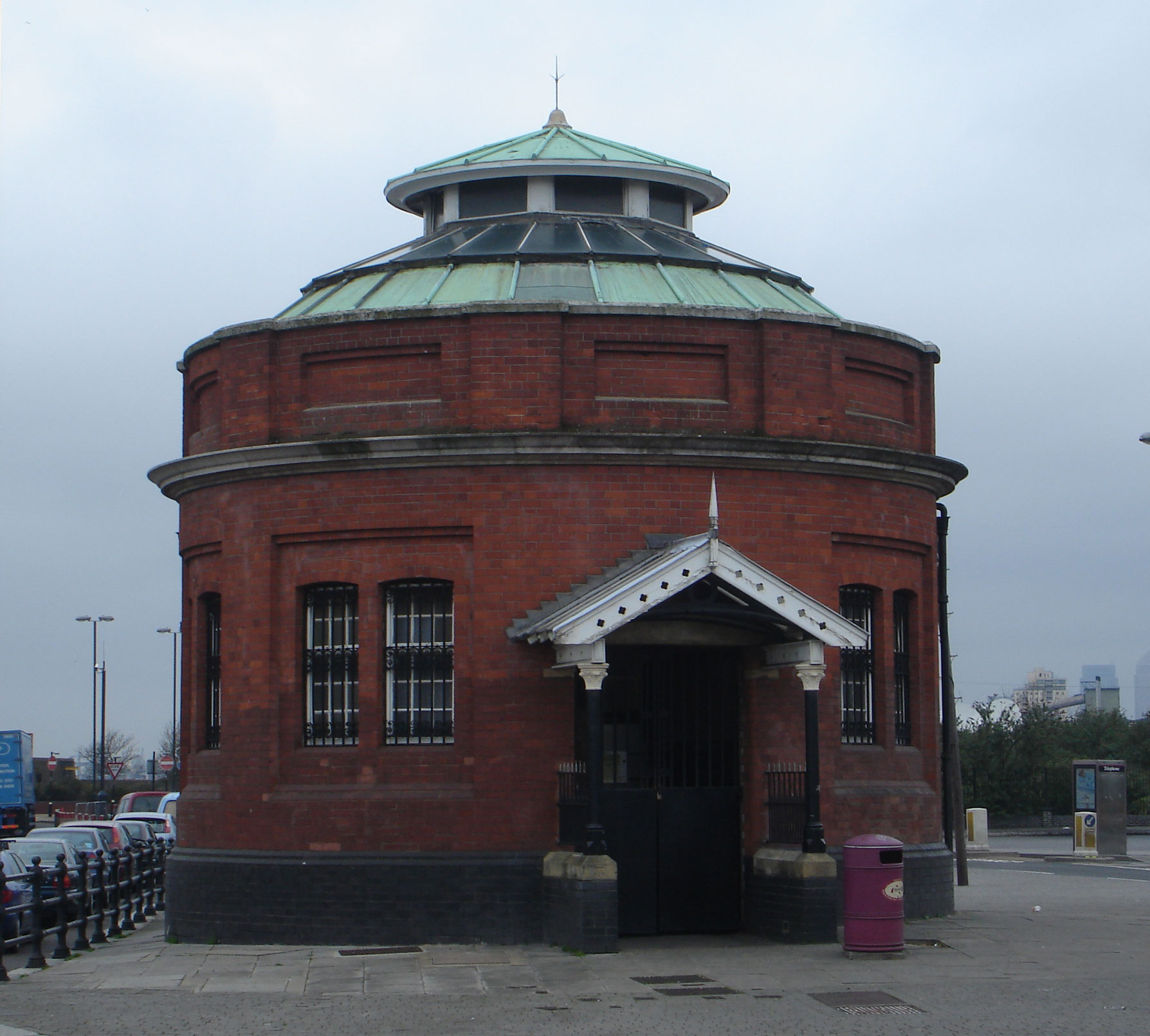
Nördlicher Eingang
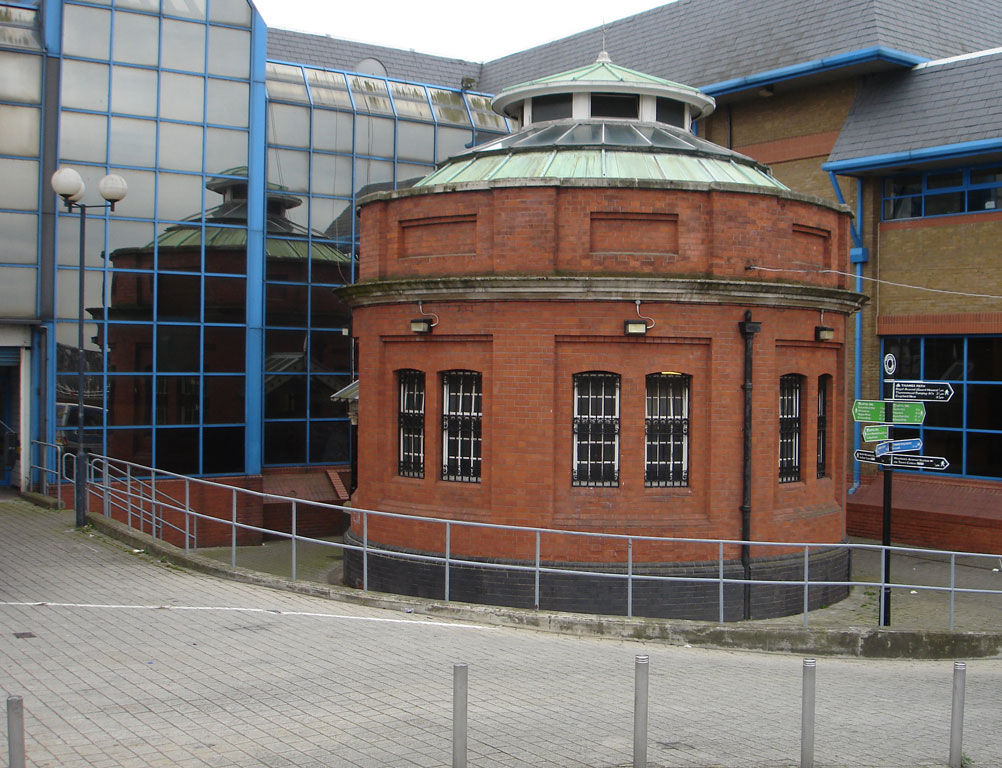
Südlicher Eingang